# Герб комуни Нака
Герб комуни Нака (швед. Nacka kommunvapen) — символ шведської адміністративно-територіальної одиниці місцевого самоврядування комуни Нака. 

## Історія
Місто Нака отримало герб королівським затвердженням 1948 року. Герб комуни зареєстровано 1974 року. 
Після адміністративно-територіальної реформи, проведеної в Швеції на початку 1970-х років, муніципальні герби стали використовуватися лишень комунами. Тому тепер цей герб представляє комуну Нака, а не місто.

## Опис (блазон)
У синьому полі срібне колесо від водяного млина.

## Зміст
Символ підкреслює давні традиції млинарського промислу в місті Нака.